# Кобейгане (підрозділ окружного секретаріату)
Підрозділ окружного секретаріату Кобейгане — підрозділ окружного секретаріату округу Курунегала, Північно-Західна провінція, Шрі-Ланка. Складається з 35 Грама Ніладхарі.